# Delta del Po
Il delta del Po è l'insieme delle diramazioni fluviali che permettono al fiume Po di sfociare nel mare Adriatico settentrionale alla fine del suo corso che inizia dal Monviso ed attraversa tutta la Pianura Padana. L'assetto idraulico recente è anche conseguenza del terremoto di Ferrara del 1570 e del taglio di Porto Viro, grande opera idraulica realizzata dalla Repubblica di Venezia nel 1604.

## Descrizione
È costituito dall'insieme dei rami fluviali e, per estensione, dal territorio tra di essi compreso. La sua superficie è di circa 18.000 ettari.
Secondo questa definizione, il delta del Po ricade interamente nella provincia di Rovigo o Polesine e ne occupa una porzione enorme, quella orientale (dall'incile del Po di Goro sino al mare) e rappresenta un esempio di "delta attivo".
In senso lato abbraccia un'area più vasta del delta storico, quella compresa tra gli antichi rami deltizi del Po. In passato esistevano importanti diramazioni meridionali del corso d'acqua, come il Po di Volano e il Po di Ferrara o Po di Primaro, e questo permette di considerare come territorio del delta anche la parte della provincia di Ferrara a forma di cuspide racchiusa tra i vertici di Stellata, Sacca di Goro e Valli di Comacchio.
L'assetto idraulico recente del delta del Po avvalora la definizione più restrittiva, anche se le parti litoranee della provincia di Ferrara (in particolare quella tra la bocca del Po di Goro e il Lido di Volano e la parte comprendente le Valli di Comacchio) conservano un aspetto paesaggistico di carattere tipicamente deltizio - paludoso.
Il delta del Po è stato inserito nel 1999 tra i patrimoni dell'umanità d'Italia dall'UNESCO come estensione del riconoscimento conferito alla città di Ferrara nel 1995.

### Geografia

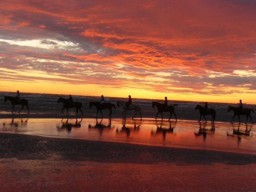
Ippovie del Delta del Po

La superficie dell'area deltizia è interessata da una progressiva espansione (pari a circa 60 ettari l'anno) dovuta all'avanzamento verso est delle foci dei vari rami del delta. Tale spostamento avviene per il progressivo deposito del considerevole trasporto solido del fiume sul basso fondale dell'Adriatico, che ne determina l'innalzamento e quindi il costante prolungamento a mare del letto delle diverse diramazioni. La provincia di Rovigo è pertanto l'unica area del territorio italiano soggetta ad espansione, con la conseguente necessità di aggiornare periodicamente i dati statistici relativi alla sua superficie.
Le diramazioni deltizie attive e che nel loro complesso costituiscono il delta sono, da settentrione a meridione, il Po di Maistra, il Po di Venezia - Po della Pila (che sfocia in mare attraverso tre distinte bocche: Busa di Tramontana, Busa Dritta e Busa di Scirocco), il Po delle Tolle (con le diramazioni di Busa Bastimento e Bocca del Po delle Tolle), il Po di Gnocca (o della Donzella, anch'esso con una biforcazione terminale) e il Po di Goro.
Discorso a parte merita il Po di Levante, il quale, pur essendo collegato al corso principale del fiume attraverso la conca di navigazione di Volta Grimana, ne è idraulicamente separato e non ne recepisce le acque. Infatti, in seguito alle imponenti opere di sistemazione idraulica dell'idrovia Fissero-Tartaro-Canalbianco, effettuate negli anni trenta del secolo scorso, quest'antica diramazione settentrionale del fiume fu separata dal corso principale per divenire unicamente collettore terminale del Canalbianco. Il sistema Fissero-Tartaro-Canalbianco-Po di Levante costituisce un'importante via navigabile che consente il collegamento tra il mare Adriatico, i laghi di Mantova, il lago di Garda e i porti fluviali della conca di Canda e di Torretta di Legnago.
A sud del delta il mare forma un'insenatura che, pur non chiamandosi golfo, ne ha tutte le caratteristiche.
Il delta comprende le aree naturali protette istituite nel territorio geografico di riferimento:
- Parco regionale del Delta del Po dell'Emilia-Romagna[4] - istituito nel 1988, ma funzionante solo dal 1996, include anche territori e vaste zone umide che fanno parte del bacino idrico di altri fiumi (tra cui il Reno e il Lamone). Comprende gran parte del delta storico del Po, che aveva il suo ramo principale nel Po di Primaro (divenuto fiume Reno), ma solo una minima parte del delta attuale;
- Parco regionale veneto del Delta del Po[5] - istituito nel 1997 e funzionante dallo stesso anno, comprende gran parte del delta geografico attuale del Po, come sopra definito.

Parco interregionale Delta del Po è il nome del parco che le Regioni del Veneto e dell'Emilia-Romagna avrebbero dovuto costituire congiuntamente entro il 1993 (Legge n. 394 del 1991, art. 35). Non essendo stato trovato un accordo tra le parti, sono stati costituiti i due distinti parchi regionali.

## Geologia
L'intera Pianura Padana ha subìto nel corso delle ere geologiche profonde modificazioni che hanno portato a ripetuti avanzamenti e arretramenti della linea di costa. Di conseguenza la foce del Po si è spostata di centinaia di chilometri e ha modificato innumerevoli volte la sua forma e la sua estensione.
Tra i fattori che hanno causato questi fenomeni sono lo scontro tra la placca euroasiatica e la placca africana (che determina da milioni di anni un lento innalzamento delle Alpi e Appennini correlato a fenomeni di subsidenza dei territori pianeggianti circostanti, variamente compensata dai depositi alluvionali), la variazione del livello del mare (correlata alle fasi di glaciazione), l'erosione delle catene montuose (con conseguente deposito sul fondale marino del materiale asportato) e in generale il fenomeno del trasporto solido.
Il maggior apporto di sedimenti trasportati dagli affluenti appenninici del Po rispetto agli affluenti alpini (che scaricano parte dei sedimenti nei laghi attraversati) ha comportato nei secoli il progressivo spostamento del delta del Po verso nord con interramenti o separazione dei vecchi alvei a sud. Questi spostamenti sono avvenuti a seguito di alluvioni.

### Era glaciale
La Pianura Padana fino a circa un milione di anni fa non esisteva ed al suo posto vi era un grande golfo che giungeva quasi alle Alpi Occidentali e all'Appennino ligure. In seguito, durante le grandi glaciazioni dell'era quaternaria, il fondale marino del golfo divenne più volte terra emersa, sia a causa dell'incremento dei ghiacci sulle aree emerse e del conseguente abbassamento del livello del mare sia per l'ingente accumulo dei sedimenti erosi dai monti circostanti. Al termine dell'ultima glaciazione, la linea di costa congiungeva direttamente l'attuale regione delle Marche con la zona centrale della Dalmazia.
Successivamente, con la progressiva fusione ed il conseguente ritiro dei ghiacciai, il mare tornò ad incrementare il suo livello. A quest'ultimo periodo risale la sedimentazione dei terreni limitrofi della bassa pianura, che presentano un grande interesse per la notevole produttività agricola.
A testimonianza della giovinezza del territorio, i terreni sono torbosi, argillosi e diventano più sabbiosi a mano a mano che ci si avvicina al mare.

### Valle Padusa
La valle Padusa fu una vastissima area paludosa, che nell'antichità si estendeva a nord e a sud del Po, da Nonantola (10 km da Modena) fino a Ravenna, per una lunghezza di oltre 100 km. Essa costituisce il prodromo del delta antico e di quello attuale.

## La mano dell'uomo e l'evoluzione storica

Evoluzione del delta del Po dal 1604, data della chiusura dell'imbocco del fiume Reno nel Po, fino al 1985

La presenza dell'uomo nell'antico delta del Po risale già ad epoche preistoriche, come testimoniano i resti di alcuni villaggi di palafitte, ad esempio quello di Canàr nei pressi di San Pietro Polesine, in comune di Castelnovo Bariano (alto Polesine).

### Epoca greco-etrusca e romana
Le bonifiche delle paludi nei dintorni di Comacchio, soprattutto quella di Trebba (valle Trebba), nel 1922 portarono alla scoperta della necropoli di Spina, che data attorno al VI secolo a.C. e che testimonia la presenza degli Etruschi che vi avevano fondato un porto commerciale situato tra le vie di comunicazione fluviale, marittima e terrestre (Reno, Po e Adriatico). Nel corso dei risanamenti delle paludi di Pega nel 1954-60 (valle Pega) e del Mezzano nel 1960 (valle del Mezzano) furono portate alla luce e poi esposte al Museo archeologico nazionale di Ferrara altre importanti scoperte.
La penetrazione dei Romani più a sud del delta comincia con la fondazione di Senigallia (Sena Gallica 290 a.C.) e di Rimini (Ariminum 268 a.C.) sull'Adriatico, quindi si dirige più a nord ma senza creare colonie al passaggio, eccetto le stazioni di posta, come risulta dalla mappa Peutingeriana. È soltanto a partire dal I secolo con i fabbisogni di legno e di attrezzature da costruzione (piastrelle e mattoni in terracotta) che i Romani si stabilirono in questa regione ricca in foreste, dal suolo argilloso.
La scoperta di necropoli a Voghenza (Vicus Habentia), a 10 km da Ferrara, permette di attestare, grazie al materiale numismatico ritrovato risalente all'epoca di Claudio (anni 41-54) e Massimino Trace (235-238) che i Romani si erano insediati in questa zona tra la fine del I secolo d.C. e gli inizi del III d.C.
Nel I secolo d.C. esistevano le fosse Augusta, Clodia, Filistina, Flavia, Messanicia e Neronia che permettevano di navigare da Ravenna ad Aquileia rimanendo sempre all'interno di lagune e percorrendo canali artificiali e tratti di fiumi. In epoca romana i porti più importanti sul Po furono Cremona, Pavia (sul tratto terminale del Ticino), Piacenza, Brescello, Ostiglia, Vicus Varianus (poi Vigarano) e Vicus Habentia (poi Voghenza, prima della fondazione di Ferrara).
Il taglio o centuriazione romana delle terre a sud del delta mostra il lavoro dei Romani che bonificarono le terre scavando i canali di scarico lungo le strade. Del resto, molti monumenti di Ravenna testimoniano il loro passaggio e il lavoro colossale compiuto: il drenaggio delle paludi e lo sfruttamento delle saline tra Cervia e Cesenatico, la piantagione di pinete in direzione di Ravenna per trattenere la sabbia al bordo delle coste.
Il declino progressivo di Ravenna favorì lo sviluppo di Ferrara che faceva parte dell'Esarcato di Ravenna ed il cui nome venne citato per la prima volta nel 754.

### Epoca medioevale e rinascimentale

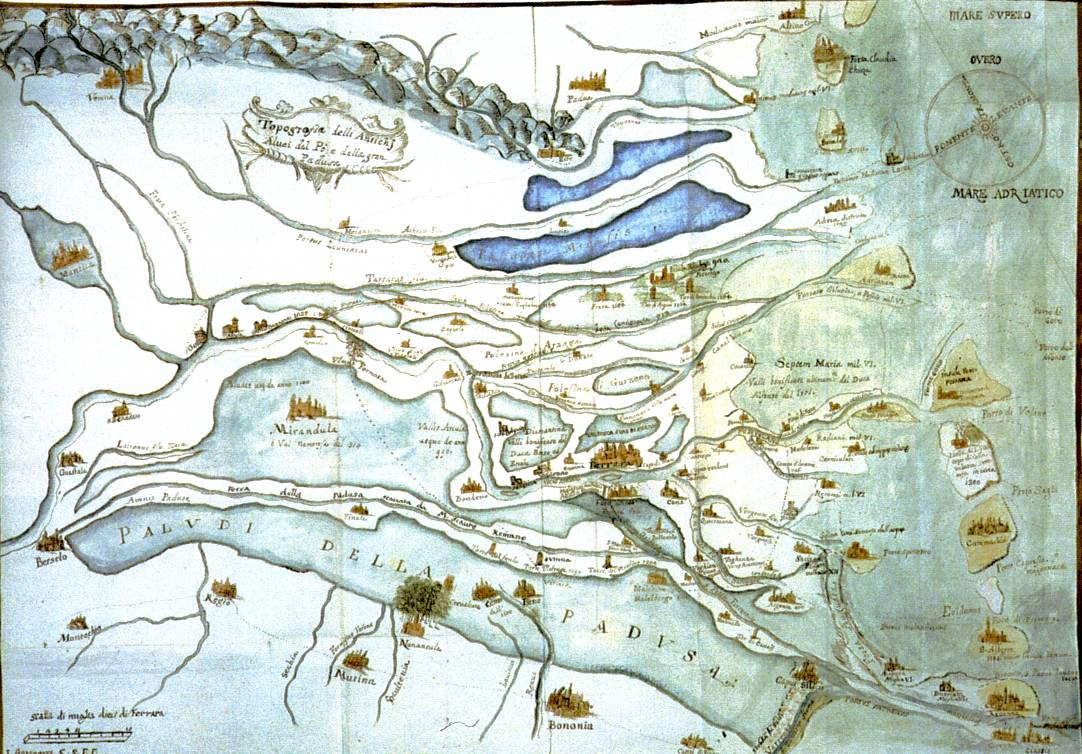
Le paludi e le isole formate dalle alluvioni del Po secondo una carta del 1570.

In epoca medievale il Po di Volano, che attraversava Ferrara, fu il corso principale; questa situazione si protrasse fino al 1152, quando il fiume ruppe la diga del nord presso i "giunti delle braccia" (rotta di Ficarolo), a Ficarolo in provincia di Rovigo, e il suo corso si modificò, assumendo per quel tratto la conformazione attuale.
Restano scarse testimonianze del periodo che seguì alla drammatica alluvione e delle difficoltà incontrate nel risanamento del delta. È lecito immaginare una situazione molto grave, visti gli scarsi mezzi esistenti all'epoca per lottare contro fenomeni naturali come inondazioni e mutamenti rapidi del livello delle acque.

### Dalla fine del XVI secolo al XIX secolo
Nel giro di pochi anni si verificarono due avvenimenti che incisero drasticamente sull'assetto idraulico del delta. Il primo fu il sisma del 17 novembre del 1570: se durante tutto il dominio della signoria Estense il braccio principale del Po scorreva per Ferrara per poi dividersi nei rami di Volano e Primaro, successivamente l'acqua prese a incanalarsi con forza nel ramo più settentrionale, fino ad allora marginale nell'immensità del delta.
Il secondo fu l'apertura del taglio di Porto Viro nel 1604 dai Veneziani.
L'imponente opera di deviazione del corso principale del fiume fu realizzata al fine di contrastare il progressivo processo di traslazione verso nord delle diramazioni fluviali causata dalle ragioni geologiche di cui si fa cenno nel relativo capitolo.
Tale migrazione determinava un apporto sempre crescente di sedimenti verso la laguna di Venezia (ricordiamo l'esistenza del considerevole ramo settentrionale denominato Po di Tramontana, di cui è ancor oggi visibile il paleoalveo tra le valli a sud della foce dell'Adige) che ne minacciava l'interramento. Ciò avrebbe determinato l'occlusione del porto e la morte della città commerciale. Per questa fondamentale ragione Venezia decise di intraprendere un'opera così colossale che, per l'epoca della sua realizzazione e per la sua entità complessiva, non ha eguali al mondo. Solo una città fondata sull'acqua e sulla sua profonda conoscenza poté concepire e ritenere attuabile una simile impresa.
L'area del delta storico ferrarese il 22 dicembre 1605 fu sottoposta al controllo del "Consortium di San Giorgio", che ne ha idraulicamente salvaguardato e progressivamente bonificato il territorio.
Attraverso drenaggi e accordi di intervento successivi, la suddivisione è stata estesa a 120.000 ettari compresi tra il Po di Volano a nord, il mare Adriatico a est, il Reno ed il Po di Primaro a sud e ancora il Po a ovest.
Contrariamente alla parte settentrionale della provincia ferrarese, le terre che formavano un'unica grande depressione in corrispondenza del territorio di Polesine di San Giorgio non si prestavano ad un agevole drenaggio: gli interventi di risanamento avvenivano principalmente "per colmata", ovvero derivando le torbide dovute alle piene del Po e sfruttando la decantazione dei materiali in sospensione. Una più efficace gestione idraulica arriverà con il convogliamento delle acque effluenti dai terreni più elevati nel letto delle grandi linee idrauliche di bonifica che percorrevano la zona (fosse di Porto, dei Masi, di Voghenza), fino allo sbocco finale costituito dalle paludi di Comacchio.

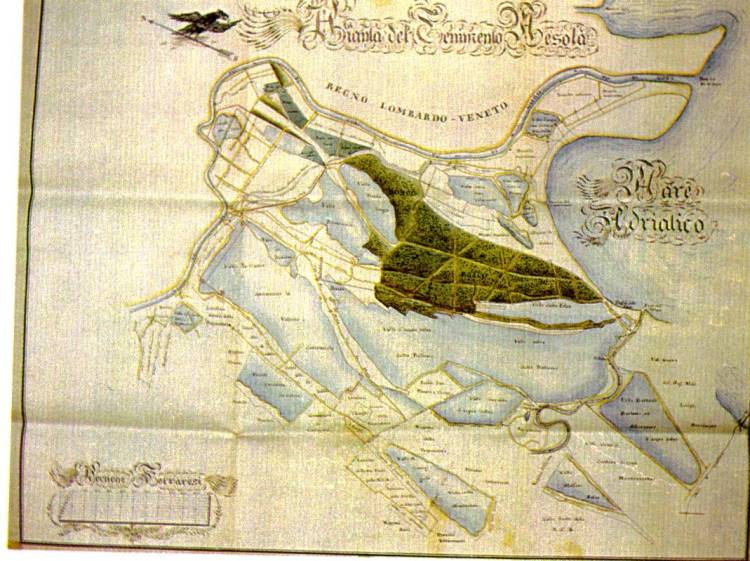
Mappa del 1787 che mostra il bosco nel delta

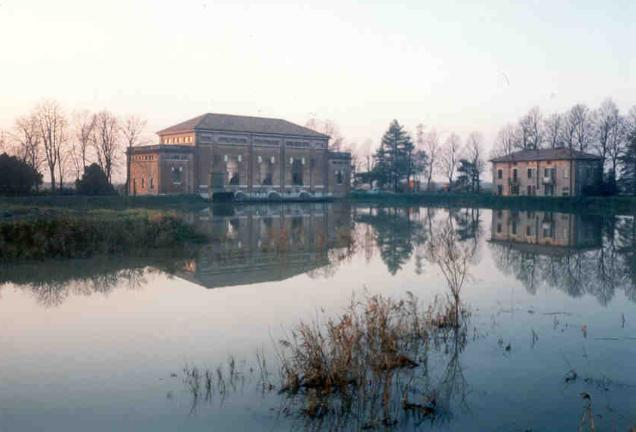
Bonifica di Argenta

### Era industriale
Il sollevamento meccanico delle acque dei terreni più bassi fu possibile a partire dal 1872, anno di costruzione del più vecchio stabilimento idrovoro di Marozzo a Lagosanto, al servizio del drenaggio di un bacino costituito da Valle Gallare, Valle Tassoni ed altre minori.
Fino al 1930 e poi con frequenza minore sono entrati in servizio altri impianti per il drenaggio dei bacini del comprensorio, con lo scavo di canali profondi, come si faceva ai tempi dei romani. Pompe azionate principalmente da energia elettrica fanno risalire l'acqua dalle zone basse in canali emissari che in seguito si versano nel mare.
Po di Goro, Po di Primaro, Reno e Lamone sono collegati tra loro da canali che giungono al mare. Questo permette il drenaggio di tutte le terre del delta a eccezione delle valli di Comacchio. I terreni via via bonificati sono stati utilizzati per l'agricoltura.

Con le ultime bonifiche, che hanno interessato Valle del Mezzano e Valle Pega, effettuate dall'Ente Delta Padano nel 1989, 20.000 nuovi ettari di terre coltivabili sono passati in gestione al consorzio di bonifica II circondario - Polesine di San Giorgio.

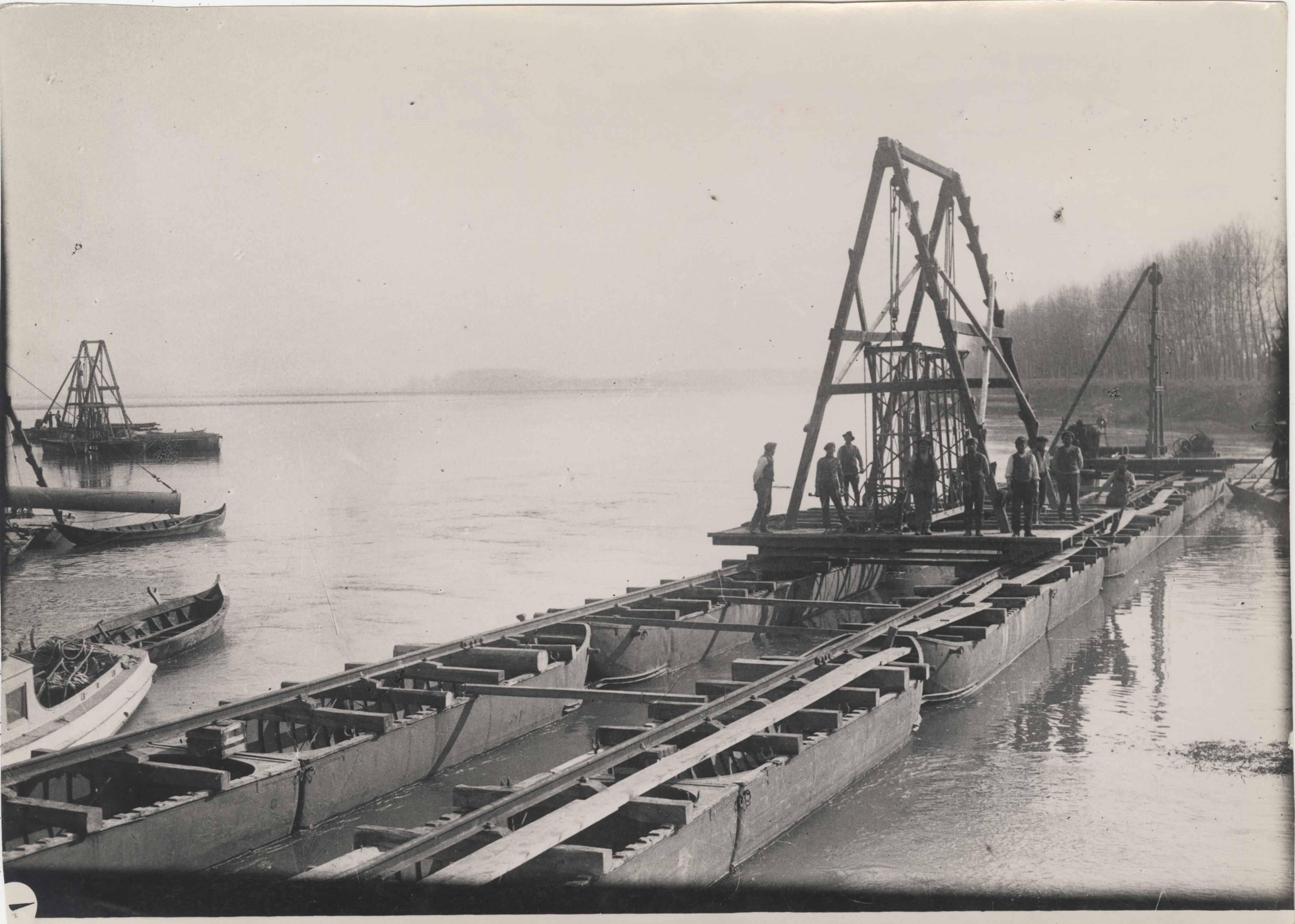
Lavori di Bonifica del Po, 1930
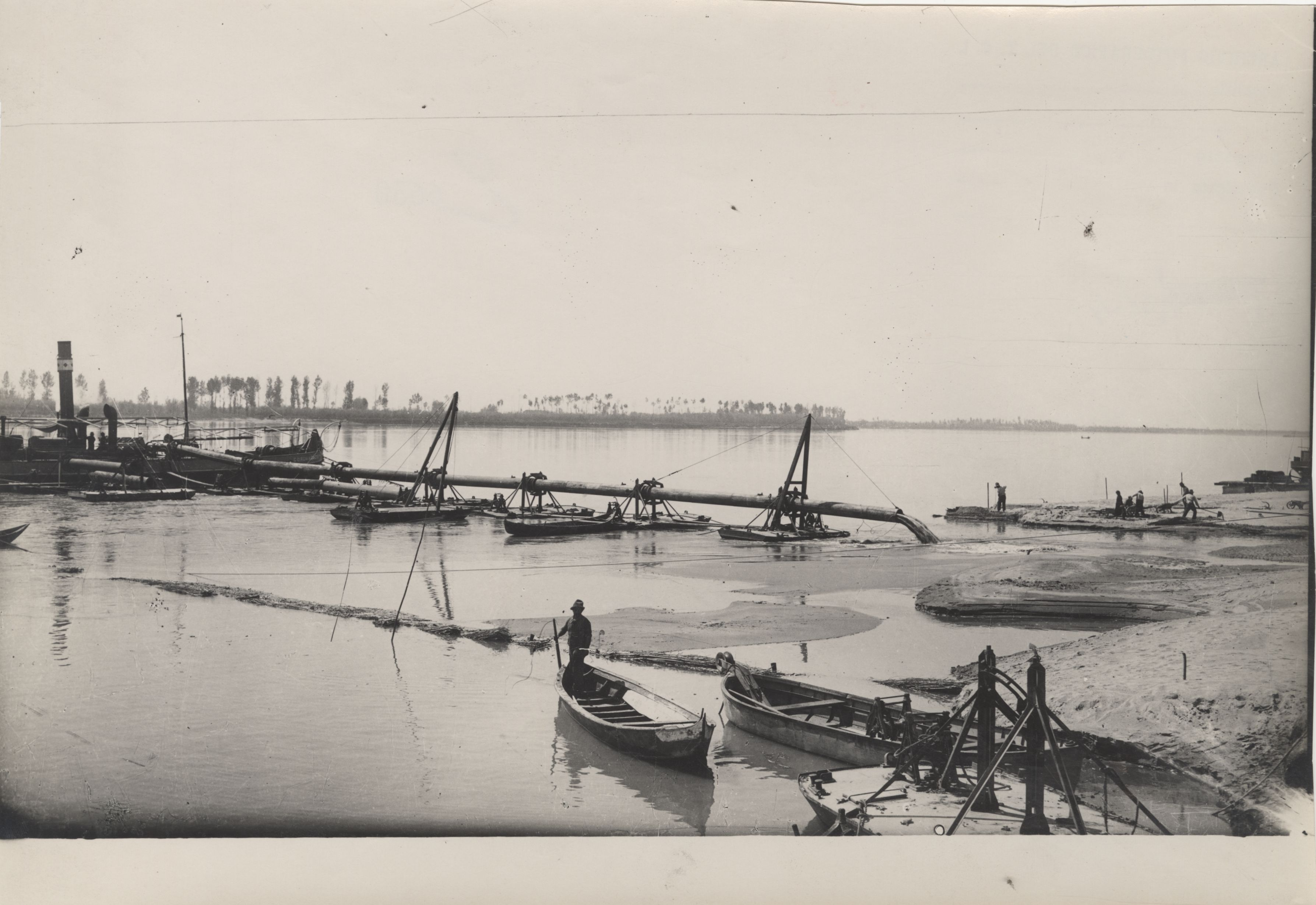
Lavori di bonifica del Po, 1930. Grazie a dei dragaggi è possibile riempire di sabbia gli spazi.
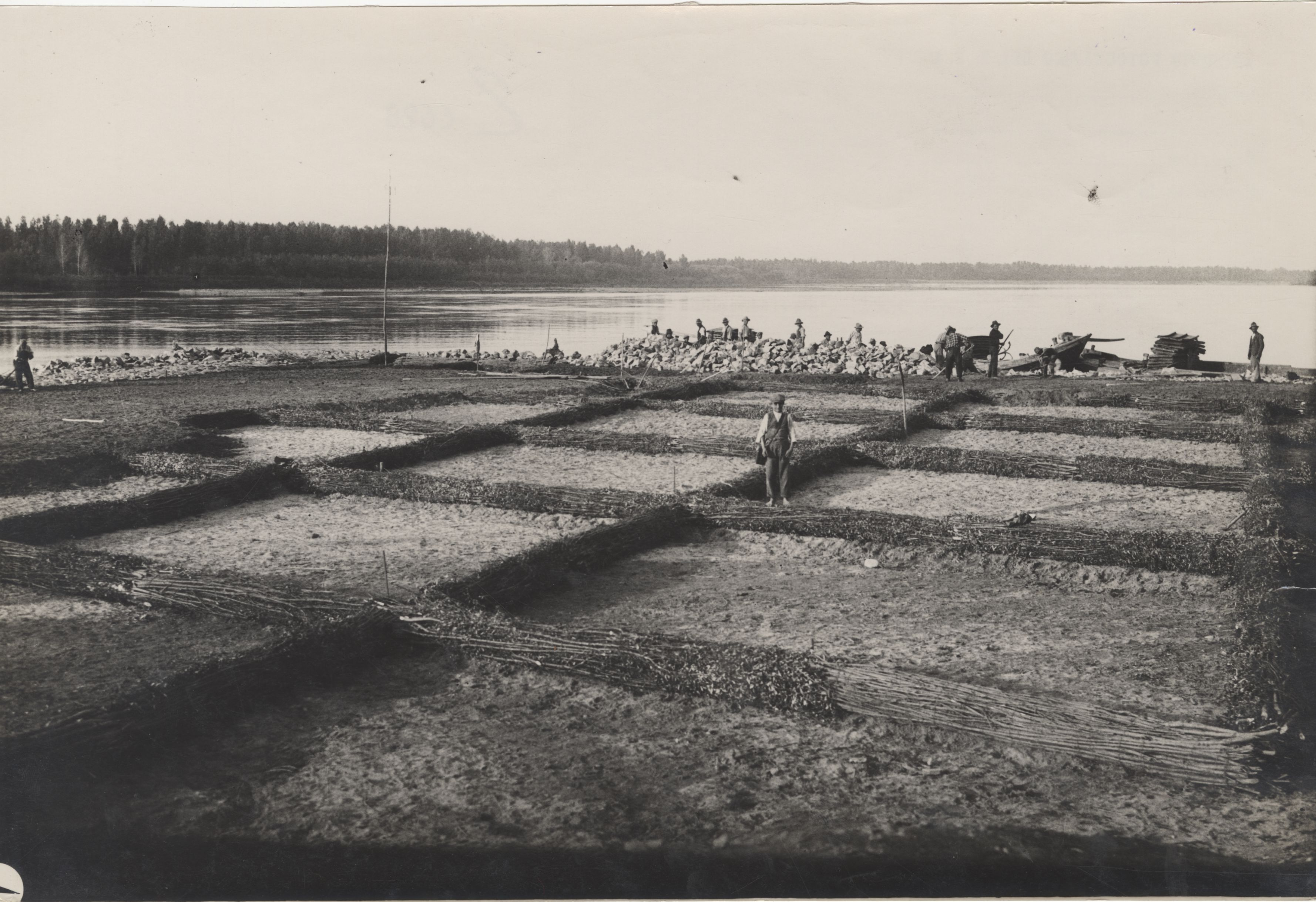
Lavori di bonifica del Po, 1930. Spazi liberati dall'acqua e protetti.
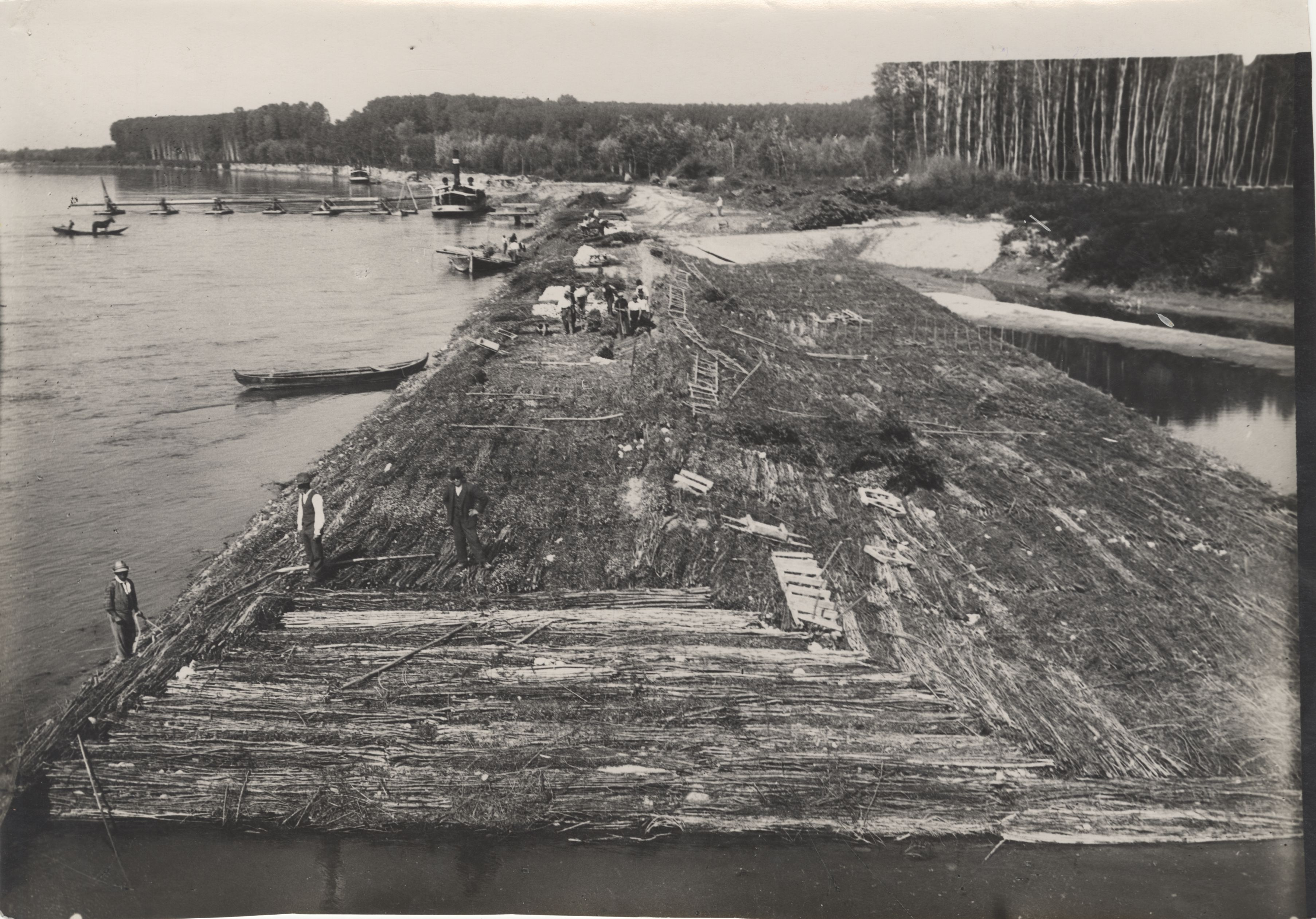
Lavori di bonifica del Po, 1930. Processo di drenaggio dei terreni.
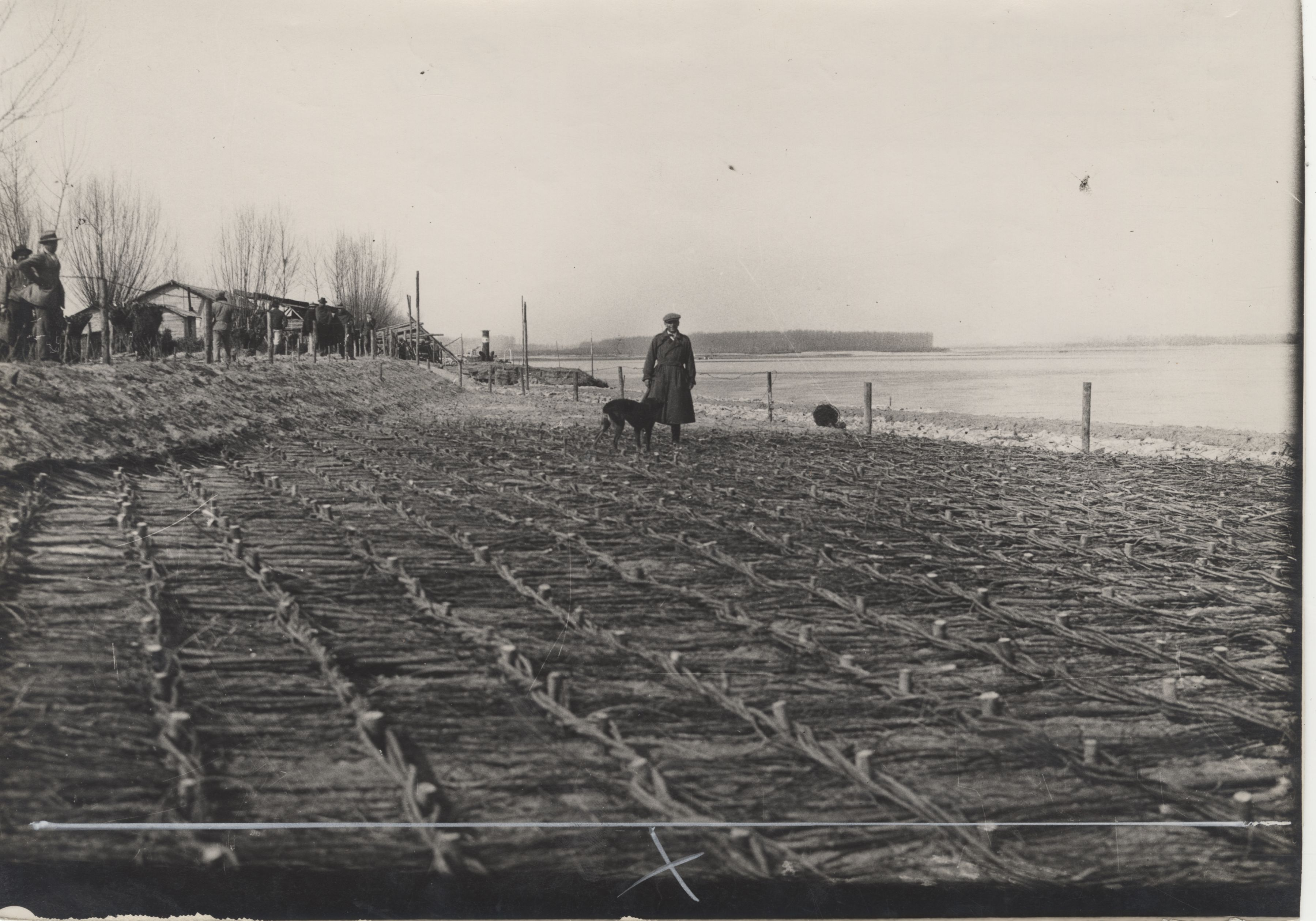
Lavori di bonifica del Po, 1930. Terreni bonificati.

### Estrazioni gas naturale e subsidenza
Una relazione del Consorzio di bonifica Delta Po Adige fornisce alcuni dati per comprendere meglio la portata dell'intervento dell'uomo su un territorio che era per la sua natura alluvionale già soggetto a fenomeni di subsidenza naturali. 
Dagli anni trenta e soprattutto negli anni quaranta e cinquanta, fino alla sospensione decisa dal governo nel 1961, furono estratti anche nel territorio del delta del Po miliardi di metri cubi di metano e gas naturali. L'estrazione avveniva da centinaia di pozzi (una trentina nel delta) che non raggiungevano i 1000 metri di profondità. Tramite manufatti in calcestruzzo, in parte ancora visibili, il gas veniva inviato alle centrali di compressione, mentre l'acqua salata (1 m3 di acqua per ogni metro cubo di gas estratto) veniva scaricata nei fossi e negli scoli.
Dal 1954 al 1958 furono estratti 230 milioni di m3 di gas per anno; nel 1959 si salì a 300 milioni.
Dal 1951 al 1960 furono misurati abbassamenti medi del suolo di un metro con punte di due metri; nonostante la sospensione delle estrazioni del 1961, il territorio continuò a calare molto nei quindici anni successivi: dall'inizio degli anni cinquanta fino a metà degli anni settanta è calato mediamente di oltre 2 metri, con punte sino a 3,5 metri. Rilievi recenti dell'Istituto di Topografia della Facoltà di Ingegneria dell'Università di Padova hanno stabilito che i territori deltizi dell'Isola di Ariano e dell'Isola della Donzella si sono ulteriormente abbassati di 0,5 metri, che vanno ad aggiungersi ai 2-3 metri sotto il livello del mare del territorio.
Le conseguenze della subsidenza, anche sotto il profilo economico, sono:
- effetti sulle arginature: il terreno che si abbassa trascina con sé anche gli argini. Questo causa minor spessore delle fiancate di sicurezza degli stessi, maggiori spinte dell'acqua, maggiore possibilità di formazione di fontanazzi e tracimazioni, maggiori possibilità di cedimenti degli argini. Le infiltrazioni sono calcolate in 70 litri al secondo per chilometro di argine. Le rotte del Po (l'alluvione del Polesine del novembre 1951, le due rotte del Po di Goro nell'Isola di Ariano, la rottura dell'argine a mare in comune di Porto Tolle, altre rotte di altri rami) avvennero negli anni in cui si estraeva il metano. Fu necessario rialzare e allargare gli argini dei fiumi (480 km) e gli argini a mare (80 km), con una spesa stimata in 3.300 milioni di euro per gli argini di tutto il Polesine.
- maggiori spese per la bonifica: fu necessario ricostruire tutto il sistema di scolo con ricalibrazione delle sezioni e delle pendenze necessarie, demolire e ricostruire manufatti, chiaviche, ponti sui canali e sugli scoli, ricostruire o adeguare ai nuovi livelli dell'acqua le idrovore, con una spesa stimata di 700 milioni di euro.

Il delta e gli altri territori del comprensorio del Consorzio di bonifica Delta Po Adige (comuni del delta più Rosolina e una minima parte di Chioggia) vengono mantenuti asciutti da 38 idrovore e 117 pompe, con una capacità di sollevamento di 200 000 litri al secondo, con una spesa di 1.600.000 euro all'anno di sola energia elettrica, per un'altezza media di sollevamento acque maggiore di 4 metri.

## Parchi regionali
I crescenti problemi ecologici e ambientali hanno spinto, sul finire degli anni ottanta, verso una maggiore consapevolezza dell'importanza della salvaguardia della natura. Si è quindi provveduto ad individuare le aree di maggior pregio ambientale, definendo le misure atte a tutelarle e nel 2015 l'area del delta del Po è stata riconosciuta dall'UNESCO come riserva di biosfera.

### Parco regionale del Delta del Po dell'Emilia-Romagna

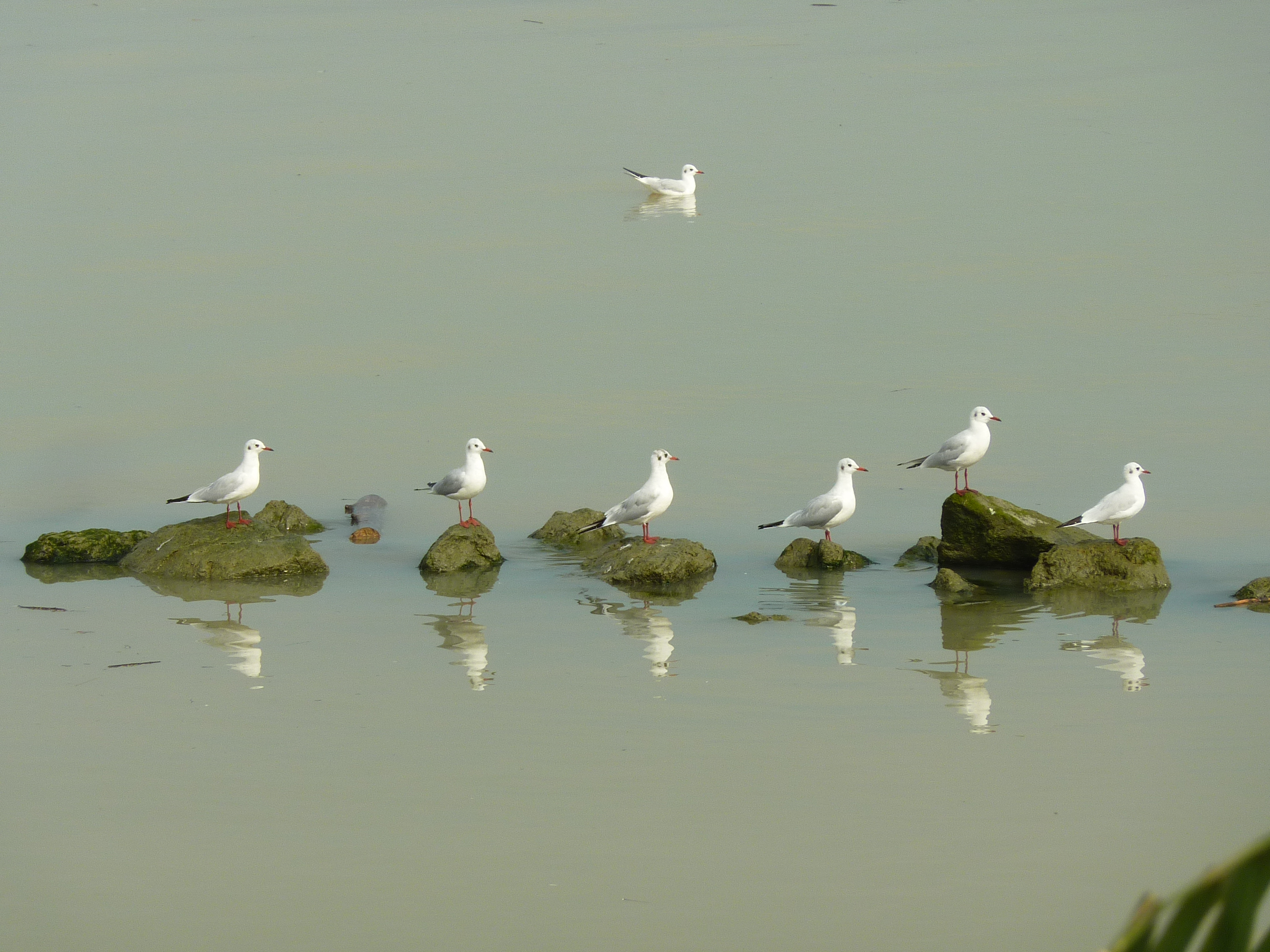
Parco regionale del Delta del Po dell'Emilia-Romagna.

Il parco regionale del Delta del Po dell'Emilia-Romagna è un'area protetta grande 53.653 ettari. Copre tutto il delta storico del Po e include, oltre alle foci del Po di Goro e del Po di Volano, anche le bocche dei fiumi Reno (antico Po di Primaro), Lamone, Fiumi Uniti, Bevano, Savio.
Vi fanno parte pure le zone umide e salmastre della costa adriatica e dell'immediato entroterra: la sacca di Goro, le valli Bertuzzi, le valli di Comacchio, le lagune e paludi a nord e sud di Ravenna, le saline di Cervia, le valli di Argenta, il bosco della Mesole e le pinete di Ravenna. Complessivamente, il parco tutela 20.000 ettari di zone umide salmastre, 2.000 ettari di paludi di acqua dolce e circa 4.000 ettari di foreste. La biodiversità del versante emiliano-romagnolo è elevatissima: oltre 1.000 specie di piante superiori, 59 di pesci, 11 di anfibi, 16 di rettili, 59 di mammiferi e ben 344 specie di uccelli.
Monumenti di rilievo all'interno del parco sono l'abbazia di Pomposa, la pieve di San Giorgio, la basilica di Sant'Apollinare in Classe, i canali di regolazione idraulica, il castello di Mesola, Comacchio, Ravenna e Cervia.

### Parco regionale veneto del Delta del Po

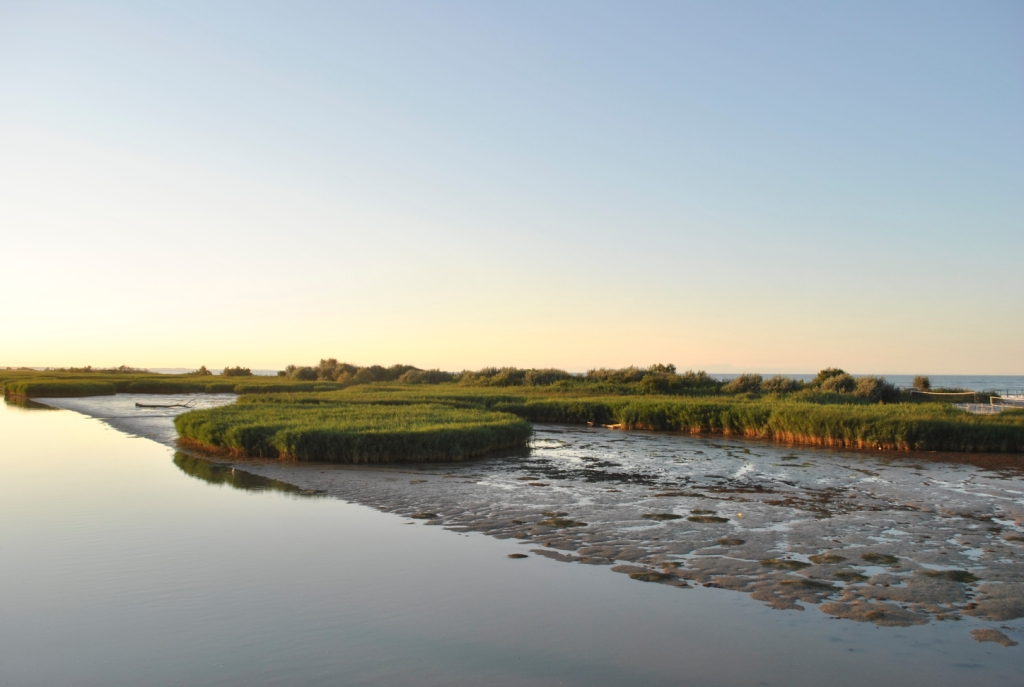
Parco regionale veneto del Delta del Po

Il Parco regionale veneto del Delta del Po si estende per 12.592 ettari dal Po di Goro fino al fiume Adige e comprende 9 comuni della provincia di Rovigo con una popolazione, all'interno dei limiti del parco, di circa 73.000 abitanti. La zona protetta ha una superficie di 120 km2. Dato che il territorio su cui oggi sorge il parco si è formato grazie al progressivo deposito di sedimenti, si tratta di terreni geologicamente "nuovi".
Il parco ha la più vasta estensione di zona umida protetta d'Italia. La flora e la fauna sono variegate al punto da contare un migliaio di specie. In particolare, è notevole la fauna, con più di 400 specie diverse tra mammiferi, rettili, anfibi e pesci. La presenza di uccelli, con più di 300 specie nidificanti e svernanti, è tanto rilevante da rendere il delta del Po la più importante zona ornitologica italiana ed una fra le più conosciute zone d'Europa per gli osservatori di uccelli.

### Parco interregionale del Delta del Po
Il parco interregionale Delta del Po deve la sua denominazione alla legge quadro (n. 394/91) che prevedeva la costituzione del parco unico gestito dalle regioni del Veneto e dell'Emilia-Romagna mediante fusione dei due parchi regionali esistenti, però non è mai stata attuata.

## Economia
Oltre che area di interesse paesaggistico e turistico, il delta del Po è anche un territorio di grande importanza economica che possiede zone dedicate alla pesca, alla piscicoltura e acquacoltura, con il Distretto ittico di Rovigo istituito nel 2003, all'agricoltura e alla caccia. La produzione ortofrutticola è orientata soprattutto sui cereali quali mais e riso; inoltre in passato era presente un sito di produzione energetica, la centrale termoelettrica di Porto Tolle, inattiva dal 2015.

## Infrastrutture e trasporti
Accanto alle tradizionali vie d'acqua, nel corso dei secoli sono state realizzate opere stradali e ferrotranviarie.
Oltre al fitto reticolo di strade provinciali, l'area è attraversata dal raccordo autostradale 8 Ferrara-Porto Garibaldi. Le linee ferroviarie sono la Rovigo-Adria-Chioggia, la Ferrara-Codigoro e il raccordo ferroviario Portomaggiore-Dogato. In passato erano presenti ulteriori collegamenti su ferro quali la ferrovia Adria-Ariano Polesine, la ferrovia Ferrara-Copparo e le tranvie Ferrara-Codigoro e Ostellato-Comacchio-Porto Garibaldi.